# Фиат-Торино
Шкода Фиат-Торино (чеш. Škoda-Fiat Torino)  — чехословацкий бронеавтомобиль, созданный на основе итальянского грузовика Fiat 18BL.

## История
На вооружении армии Чехословакии состояли преимущественно импортные бронеавтомобили. Согласно принятой в 1919 году спецификации на бронеавтомобиль, фирма «Шкода» приступила к созданию отечественной боевой машины, главными требованиями к которой были хорошие вооружение и ходовые качества. Конструкторы для экономии времени и ресурсов выбрали шасси грузовика Fiat 18BL, который ещё раньше был принят на вооружение. На него был установлен корпус из броневых листов толщиной 5-6 мм, защищавшего экипаж от пуль и осколков. Вооружён автомобиль был двумя пулемётами Шварцлозе, размещенных в башнях на крыше корпуса. 
Испытания бронеавтомобиля в январе 1920 года прошли успешно. Весной был выдан заказ на выпуск автомобилей, которые получили номера от «3» до «14». Эксплуатировались они только до 1925 года, а затем им на смену пришли бронеавтомобили PA-II. Последние четыре машины были списаны в 1929 году и предназначались только для обучения водителей.